# Tennistoernooi van Rosmalen 2005
Het tennistoernooi van Rosmalen van 2005 werd van 13 tot en met 19 juni 2005 gespeeld op de grasbanen van het Autotron Expodome in de Nederlandse plaats Rosmalen, onderdeel van de gemeente 's-Hertogenbosch. De officiële naam van het toernooi was Ordina Open.
Het toernooi bestond uit twee delen:
- WTA-toernooi van Rosmalen 2005, het toernooi voor de vrouwen
- ATP-toernooi van Rosmalen 2005, het toernooi voor de mannen

ATP-toernooi van Rosmalen – WTA-toernooi van Rosmalen

1996 · 1997 · 1998 · 1999 · 2000 · 2001 · 2002 · 2003 · 2004 · 2005 · 2006 · 2007 · 2008 · 2009 · 2010 · 2011 · 2012 · 2013 · 2014 · 2015 · 2016 · 2017 · 2018 · 2019 · 2020-2021 · 2022 · 2023 · 2024